# Ocimum gratissimum
Ocimum gratissimum o albahaca de clavo, conocida en su lugar de origen como African basil, y en Hawái como wild basil, es una especie de planta medicinal de la familia de las lamiáceas. Es originaria de las regiones tropicales y subtropicales del Viejo Mundo.

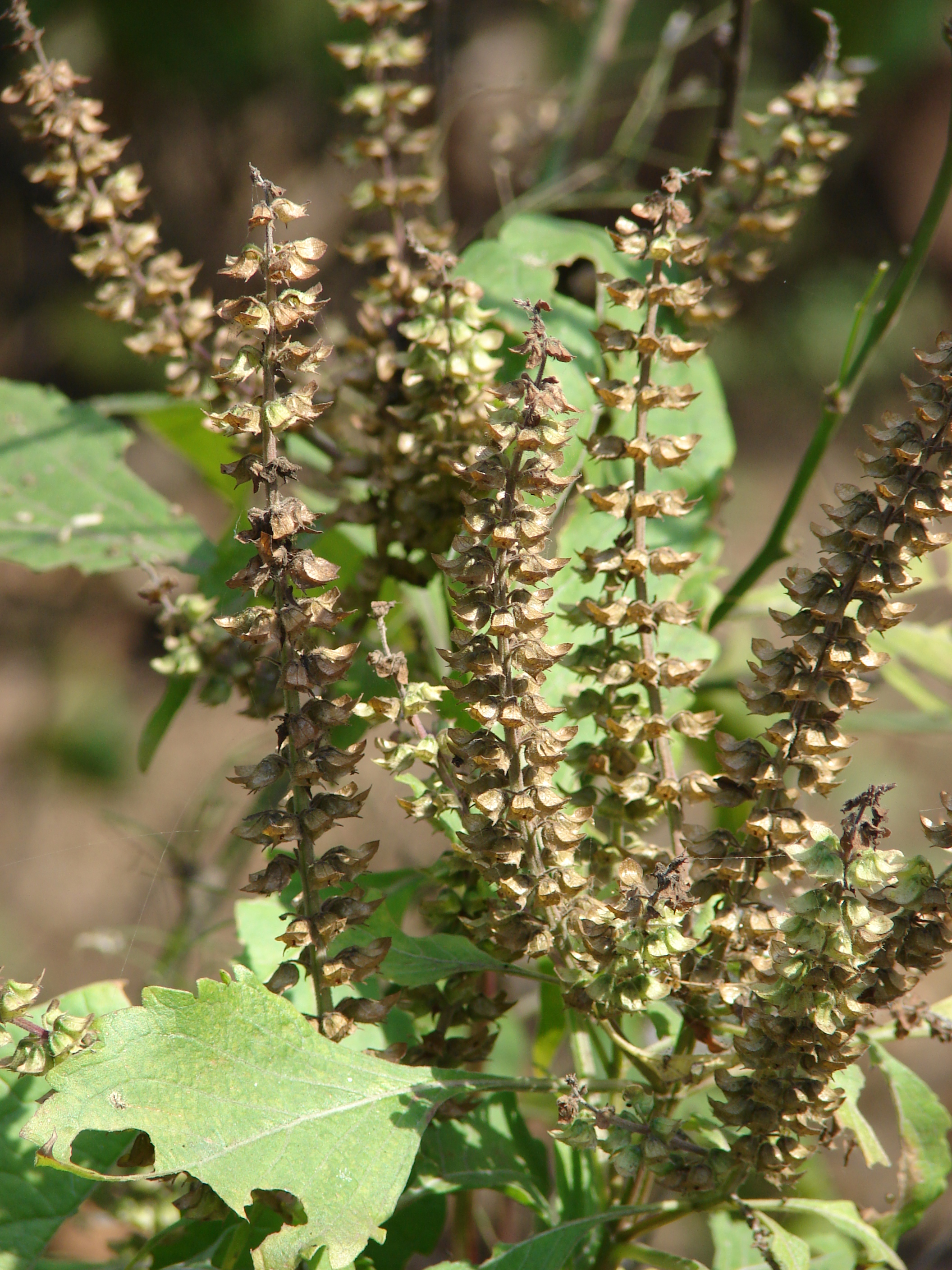
Vista de la planta

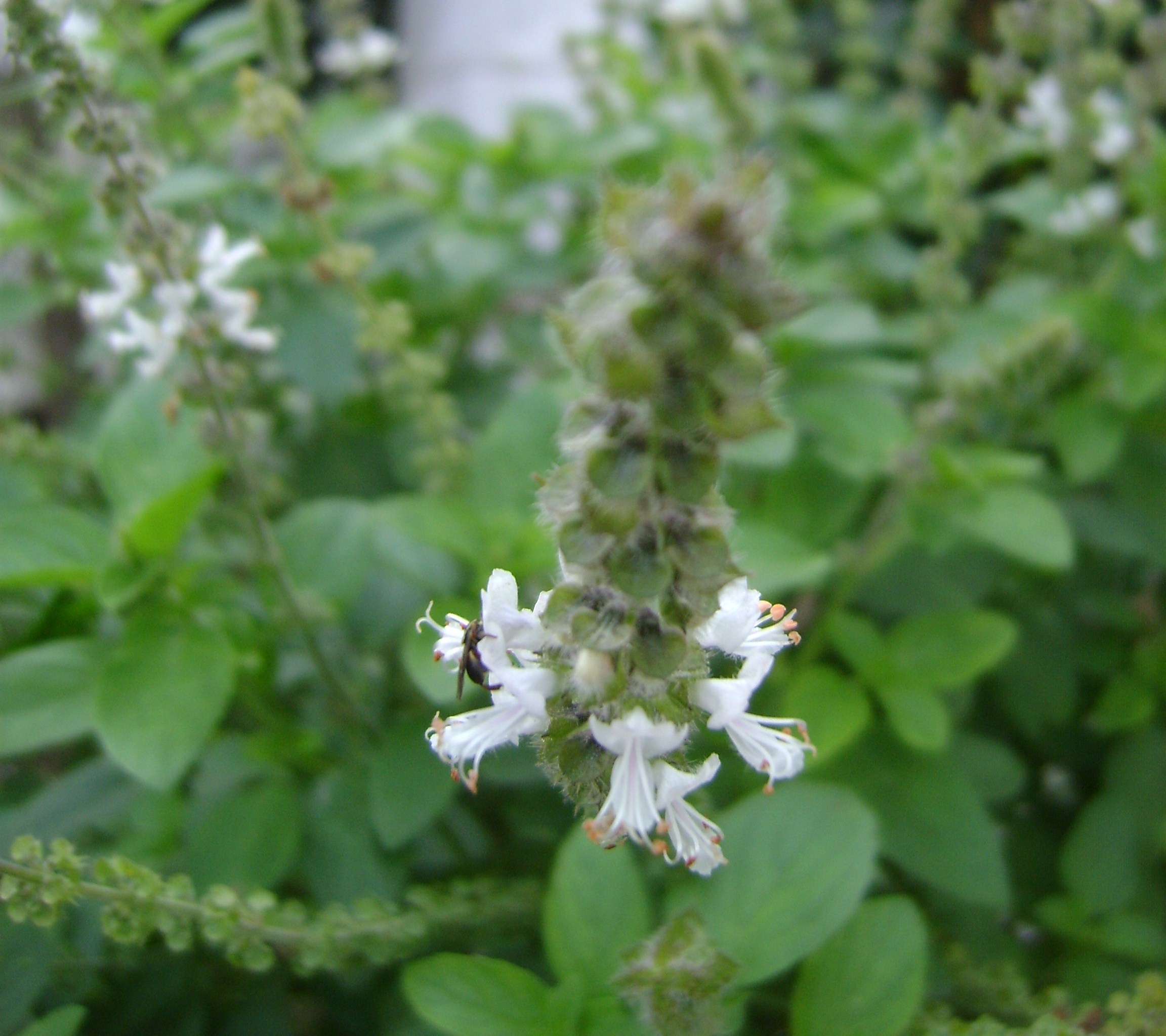
Con flores

Está naturalizado en Hawái.

## Usos medicinales
El aceite esencial de Ocimum gratissimum contiene eugenol y muestra evidencias de actividad antibacterial. En un estudio efectuado sobre cabras, también encontraron que el aceite esencial tiene actividad vermífuga.  Una prueba sobre conejillos de indias se encontró la evidencia de que el aceite esencial relaja los músculos del intestino pequeño, con el uso tradicional de la planta para tratar los trastornos gastrointestinales.  Un estudio sobre ratas también encontró evidencias de que un extracto de la hoja de la planta puede prevenir la diarrea.

## Taxonomía
Ocimum gratissimum fue descrita por Carlos Linneo y publicado en Species Plantarum 2: 1197. 1753.
Etimología
Ocimum: nombre genérico que deriva del griego antiguo okimo usado por Teofrasto y Dioscórides para referirse a la hierba aromática.
gratissimum: epíteto latíno que significa "el más grato".
Sinonimia
subsp. gratissimum. Regiones tropicales y subtropicales del Viejo Mundo.
- Ocimum frutescens Mill., Gard. Dict. ed. 8: 6 (1768), nom. illeg.
- Ocimum sericeum Medik., Hist. & Commentat. Acad. Elect. Sci. Theod.-Palat. 4: 199 (1780).
- Ocimum zeylanicum Medik., Hist. & Commentat. Acad. Elect. Sci. Theod.-Palat. 4: 197 (1780).
- Ocimum petiolare Lam., Encycl. 1: 385 (1785).
- Ocimum holosericeum J.F.Gmel., Syst. Nat.: 918 (1791).
- Ocimum urticifolium Roth, Catal. Bot. 2: 52 (1800).
- Ocimum viridiflorum Roth, Catal. Bot. 2: 54 (1800).
- Ocimum suave Willd., Enum. Pl.: 629 (1809).
- Ocimum viride Willd., Enum. Pl.: 629 (1809).
- Ocimum heptodon P.Beauv., Fl. Oware 2: 59 (1818).
- Ocimum febrifugum Lindl., Bot. Reg. 9: t. 753 (1824).
- Ocimum villosum Weinm., Syll. Pl. Nov. 1: 121 (1824), nom. illeg.
- Ocimum guineense Schumach. & Thonn. in C.F.Schumacher, Beskr. Guin. Pl.: 264 (1827).
- Ocimum paniculatum Bojer, Horus Maurit.: 253 (1837), nom. nud.
- Ocimum anosurum Fenzl, Flora 27: 312 (1844), nom. inval.
- Ocimum arborescens Bojer ex Benth. in A.P.de Candolle, Prodr. 12: 34 (1848).
- Ocimum robustum B.Heyne ex Hook.f., Fl. Brit. India 4: 608 (1885).
- Ocimum trichodon Baker ex Gürke in H.G.A.Engler, Pflanzenw. Ost-Afrikas, C: 350 (1895).
- Geniosporum discolor Baker in D.Oliver & auct. suc. (eds.), Fl. Trop. Afr. 5: 351 (1900).
- Ocimum dalabaense A.Chev., J. Bot. (Morot) 22: 119 (1909).
- Ocimum superbum Buscal. & Muschl., Bot. Jahrb. Syst. 49: 488 (1913).
- Ocimum caillei  A.Chev., Explor. Bot. Afrique Occ. Franç. 1: 511 (1920), nom. nud.

subsp. iringense Ayob. ex A.J.Paton, Kew Bull. 47: 417 (1992). De Tanzania.
var. macrophyllum Briq., Bull. Herb. Boissier 2: 120 (1896). De África tropical a Indochina.